# Prinz Eugen, der edle Ritter

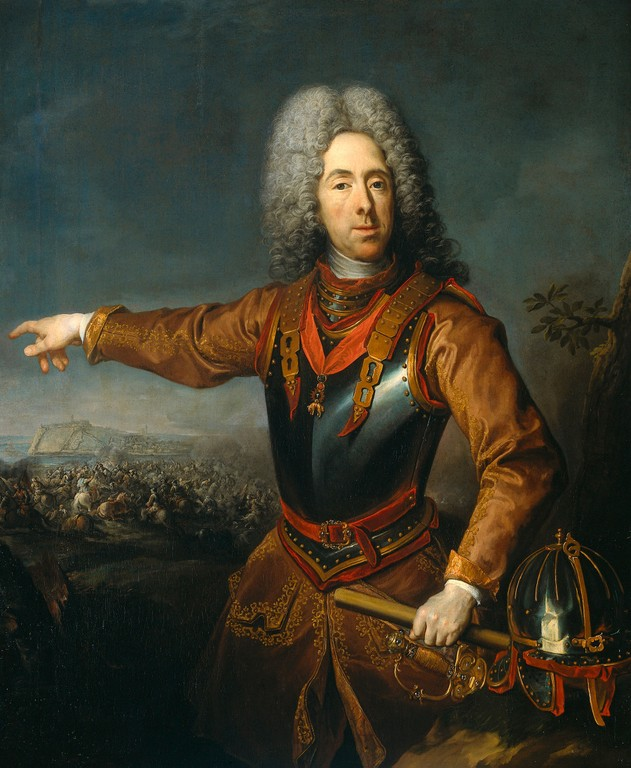
Principe Eugenio di Savoia

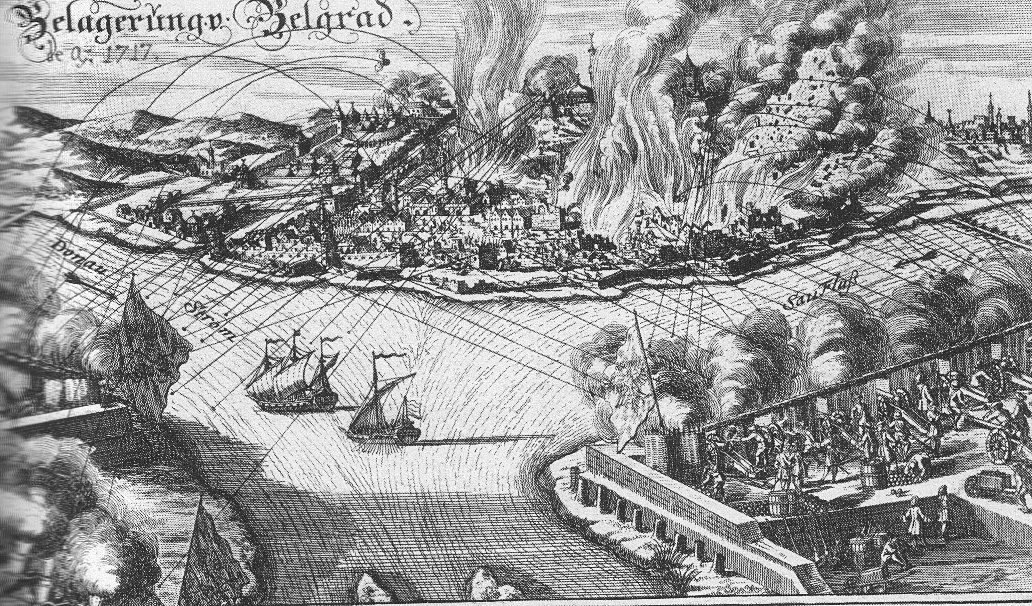
Assedio di Belgrado 1717

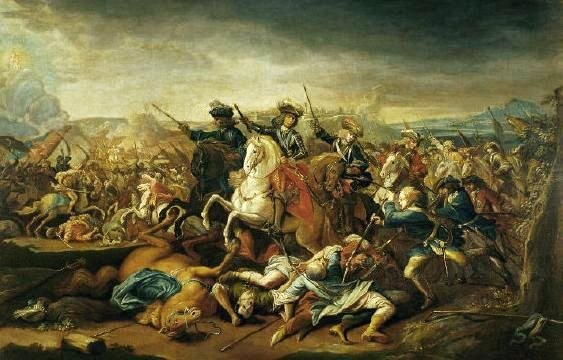
Eugenio di Savoia nel corso della Battaglia di Belgrado

Prinz Eugen, der edle Ritter (il principe Eugenio, il nobile cavaliere) è una canzone popolare tedesca che canta la vittoria del principe Eugenio di Savoia nel 1717 durante la guerra austro-turca del 1716-1718.
La canzone racconta l'Assedio di Belgrado. Il testo non concorda con la verità storica in due punti. Il giorno dell'assalto finale sui difensori è dato come il 21 agosto anche se era il 16 agosto. In secondo luogo, la canzone racconta della morte di uno dei fratelli di Eugenio, Luigi (Principe Ludwig). Eugenio aveva due fratelli di nome Luigi ma nessuno di loro è caduto a Belgrado. Il più giovane, Luigi Giulio (1660-1683) che era entrato servizio imperiale prima di Eugenio è stato ucciso da tatari di Crimea a Petronell, mentre il più anziano, Luigi Tommaso (1657-1702) era morto durante l'assedio di Landau.

## Fonti e seguiti
L'autore della canzone è sconosciuto. La melodia deriva da Als das Chursachsen vernommen ed è stato poi adottato anche per Ob wir rote, gelbe Kragen. Tra gli altri, Josef Strauss (Op. 186) ha poi composto la sua marcia Prinz Eugen sulla base del canto popolare.